# Condensació de Dieckmann
La condensació de Dieckmann és la reacció química intramolecular d'un compost químic que compta amb dos grups èster en presència de base per donar un β-ketoesters. El seu nom prové del químic alemany Walter Dieckmann (1869–1925). La reacció intermolecular equivalent és la condensació de Claisen.

## Mecanisme de reacció
La deprotonació d'un èster a la posició α- genera un ió enolat que llavors experimenta un atac 5-exo-trig nucleofílic per donar un cyclic enol. Les protonacions amb l'àcid Brønsted i Lowry (H₃O+ per exemple) reforma l'èster β-keto.
Per causa de l'estabilitat d'steric d'estructures d'anell de cin i sis membranes, aquests són formats de manera preferencial. Així que 1,6 dièsters formaran cinc èsters cíclics membranosos β-keto, mentre que 1,7 dièsters formaran sis èsters β-keto membranosos.
|                                   |
| Animació del mecanisme de reacció |